# Синтетический рубин
Синтетический рубин — искусственный рубин, получаемый при кристаллизации расплава корунда.
Производится для ювелирных целей в больших объемах (сотни миллионов каратов в год) в Швейцарии, Франции, Германии, США и Великобритании. В несколько меньших количествах (десятки миллионов каратов в год) рубин выращивается в России (10-20 тонн в 2006 году, или 50-100 миллионов каратов), Японии, Индии и Израиле.
Первые микроскопические кристаллы искусственного рубина из расплава получены в 1837 г. Марком Гуденом. В 80-х годах XIX века, появились так называемые «реконструированные», или сиамские рубины, представляющие собой сплавленные обломки природных кристаллов. Наилучших результатов в получении «реконструированных» рубинов добились французские ученые. Масса камней, полученных подобным образом, достигала 10 карат. Эти камни не были синтетическими, но когда стал известен способ их изготовления, ювелирный интерес к ним резко упал.
Полностью синтетический крупный корундовый рубин получен французским ученым Огюстом Вернейлем, который придумал оригинальную технологию (Метод Вернейля) и оборудование, позволяющие за 2 — 3 ч выращивать кристаллы рубина массой 20 — 30 каратов. В 1892 г. Вернейль получил первые результаты по синтезу кристаллов корунда из чистой окиси алюминия. Полностью исследования были завершены им в 1902 г. Простота и надежность метода Вернейля привела к быстрой организации промышленного производства рубиновых кристаллов вначале во Франции, а позднее практически во всех высокоразвитых странах мира. Изобретение Вернейля не только дало возможность искусственно производить рубин для ювелирных и технологических целей в необходимых количествах и крупных размерах, но и открыло перспективы синтеза и выращивания кристаллов других драгоценных камней.
В XX веке были разработаны другие способы синтеза корундовых кристаллов, известные как:
- Метод Чохральского
- Метод зонной плавки
- Кристаллизация из растворов в расплаве
- Кристаллизация из газовой фазы
- Гидротермальный метод

Искусственные корунды изначально бесцветны, и искусственно окрашиваются в различные цвета, введением примесей, давая различные камни от бесцветного сапфира до зеленого амарила.
Рубин получается введением в кристалл микроскопических долей хрома (тысячные доли процента).